# Фарес Карам
Фарес Карам (араб. فارس كرم; 25 червня 1973) — ліванський співак, виконує пісні на мотиви танцювальної музики в стилі дабке та ліванської музики в цілому. Відомий своїми піснями «Retani» («Я бажаю»), «El-Tannoura» («Спідниця»), «Shefta» («Я бачив її») і «Neswanji» («Бабій»). Протягом своєї кар'єри дав велику кількість концертів, брав участь в урочистих подіях, ліванських фестивалях. Карам також гастролював країнами арабського світу, Великою Британію, Південною Америкою, США, Європою, Австралією та Канадою.
Карам народився в Джеззіні, на півдні Лівану, в християнській сім'ї. Його батько був фермером, а мати працювала вчителькою в місцевій школі. У нього є також сестра Мадонна. Свою пісню «Jabali» він присвятив краю, де виріс.
Карам став відомим у 1990-х роках після участі у ліванському шоу талантів Studio El Fan, у якому він став золотим призером сезону 1996-1997 років у категорії «Популярне мистецтво».
Деякі кліпи на його пісні вважаються провокативними.
Карам одружився з Хібою Азіз, вчителькою з його рідного села Джезін, у 2020 році.

## Альбоми
- Chlonn (1998)
- Janen (2002)
- Aktar Min Rohi (2003)
- Ya Reyt (Live) (2003)
- Dakeelo (2004)
- W'edni (2005)
- Kramat Aynik (Live) (2005)
- Yo' Borni (2007)
- El Hamdlilah (2010)
- Fares Karam 2013 (2013)
- Esmahili Ghanilek (2014)
- Aal Tayyib (2015)
- 44:36 (2018)

## Сингли
- Bala Hob Bala Bateekh (2016)
- Mnamnam (2016)